# Ransom (1996)
Ransom is een Amerikaanse film uit 1996 geregisseerd door Ron Howard. De hoofdrollen worden vertolkt door Mel Gibson en Rene Russo.

## Verhaal
Tom Mullen is de rijke eigenaar van de luchtvaartmaatschappij Endeavor. Op een dag wordt zijn zoon Sean gekidnapt. Hij is bereid om twee miljoen dollar losgeld te betalen, maar als hij het geld wil geven loopt het verkeerd af. Hij wordt opnieuw gecontacteerd voor de uitwisseling maar deze keer aanvaardt hij die niet en verschijnt op televisie om aan te kondigen dat hij de twee miljoen dollar aanbiedt aan diegene die de kidnappers te pakken kan krijgen.

## Rolverdeling
| Acteur          | Personage              |
| --------------- | ---------------------- |
| Mel Gibson      | Tom Mullen             |
| Rene Russo      | Kate Mullen            |
| Brawley Nolte   | Sean Mullen            |
| Gary Sinise     | Detective Jimmy Shaker |
| Delroy Lindo    | Agent Lonnie Hawkins   |
| Lili Taylor     | Maris Conner           |
| Liev Schreiber  | Clark Barnes           |
| Donnie Wahlberg | Cubby Barnes           |
| Evan Handler    | Miles Roberts          |
| Nancy Ticotin   | Agent Kimba Welch      |

## Prijzen en nominaties
- 1997 - ASCAP Award
  - Gewonnen: Beste muziek (James Horner)
- 1997 - Saturn Award
  - Genomineerd: Beste film
- 1997 - Blockbuster Entertainment Award
  - Gewonnen: Beste acteur (Mel Gibson)
  - Gewonnen: Beste vrouwelijke bijrol (Lili Taylor)
- 1997 - Golden Globe
  - Genomineerd: Beste acteur (Mel Gibson)
- 1997 - Image Award
  - Genomineerd: Beste mannelijke bijrol (Delroy Lindo)
- 1997 - Young Artist Award
  - Genomineerd: Beste jonge mannelijke bijrol (Brawley Nolte)